# امیلیانو زاپاتا
امیلیانو زاپاتا سالازار (به اسپانیایی: Emiliano Zapata Salazar) معروف به امیلیانو زاپاتا یا امیلیانو ساپاتا (زاده ۸ اوت ۱۸۷۹ - درگذشته ۱۰ آوریل ۱۹۱۹)، یکی از رهبران برجستهٔ انقلاب مکزیک علیه حکومت دیکتاتوری پورفیریو دیاس بود.
زاپاتا مدافع پیشرو انقلاب در زمینه کشاورزی و یکی از قهرمانان مشهور و اسطوره‌ای مکزیک بود. وی تشکیل دهنده و رهبر یک نیروی مهم انقلابی بود که در طول انقلاب مکزیک با نام «ارتش آزادی‌بخش جنوب» شناخته می‌شد و به دلیل نقش مؤثری که در جریان انقلاب داشت به یکی از قهرمانان ملی مکزیک بدل شد و به همین دلیل جنبش انقلابی‌ای را که در سال ۱۹۹۴ میلادی از ایالت چیاپاس مکزیک آغاز شد به احترام او زاپاتیستا یا زاپاتیستاس می‌خوانند.
عکس زاپاتا با یک کلاه لبه پهن بزرگ اسپانیولی، سبیل و نوار فشنگ سیاه و سفیدی که می‌پوشید در سراسر مکزیک تصویری نمادین بود.

## زندگی

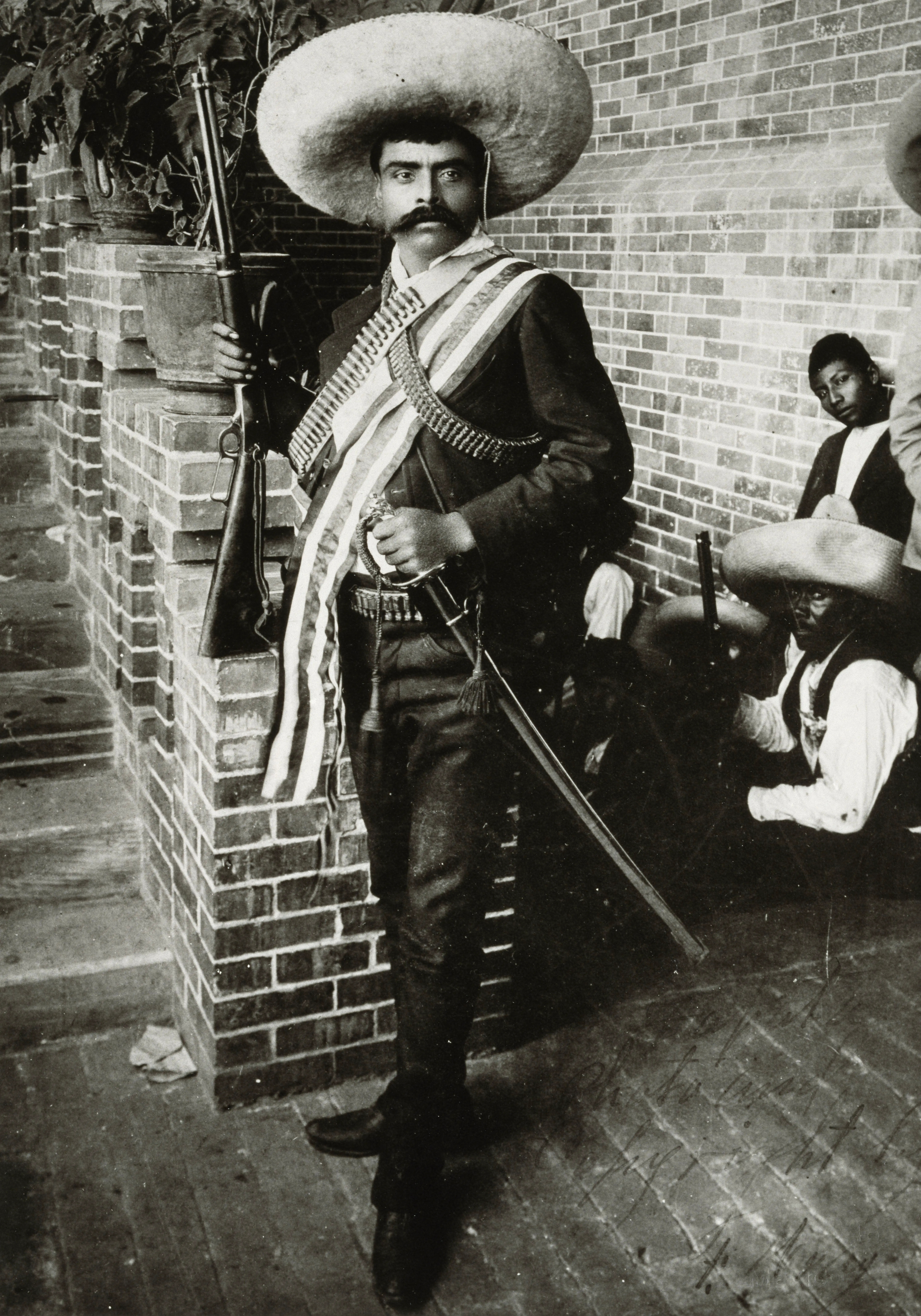
امیلیانو زاپاتا

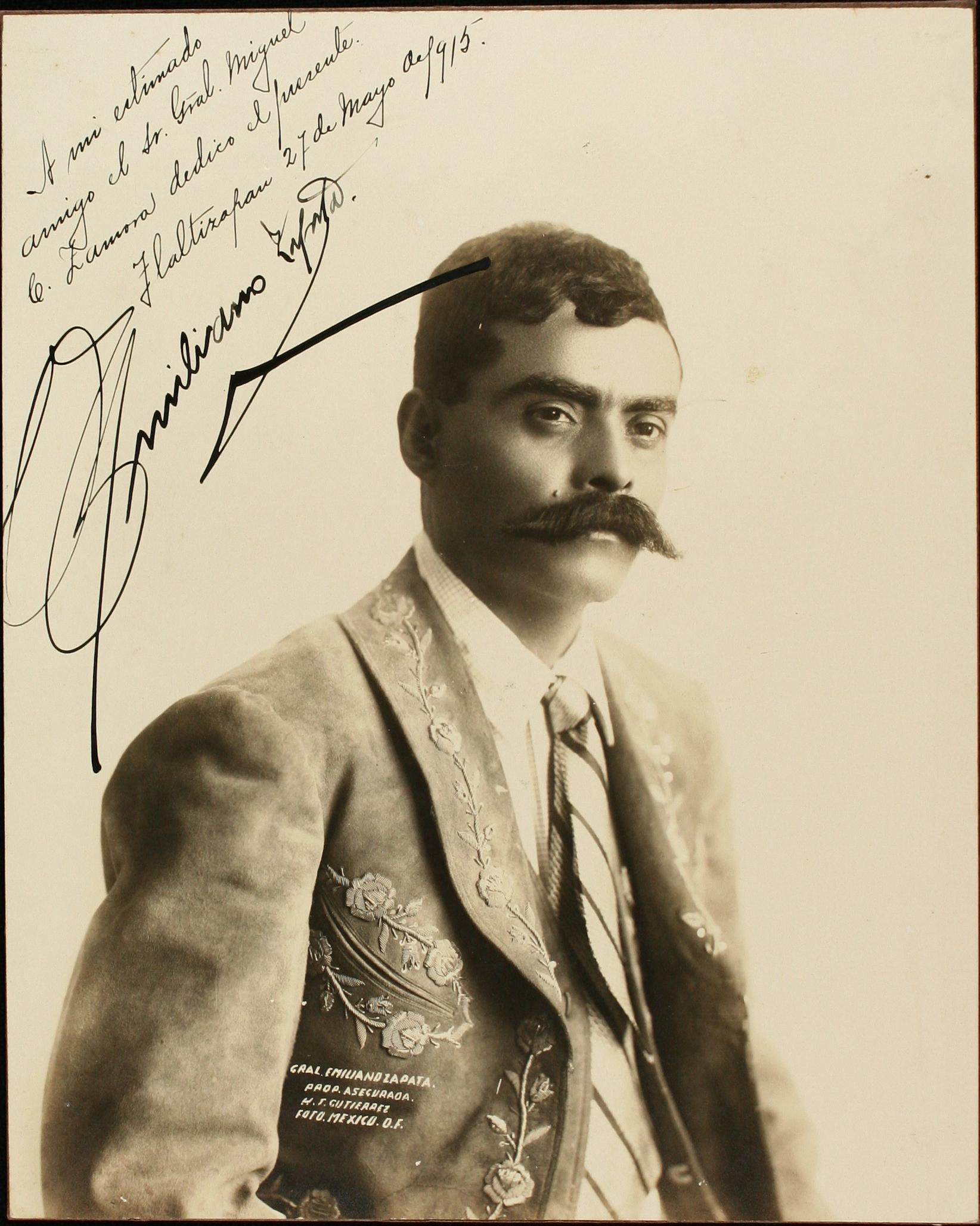
نگاره‌ای از امیلیانو زاپاتا که به سال ۱۹۱۵ و جهت یادگاری توسط او امضا شده‌است.

امیلیانو زاپاتا سالاسار در هشتم اوت ۱۸۷۹ در ایالت مرکزی مورلوس در روستایی به نام آننکویلکو (که امروزه آیالا نام دارد) از گابریل زاپاتا و کلئوفاس سالازار به دنیا آمد.
و در ۱۰ آوریل ۱۹۱۹ در یک کمین درگذشت.
در آن زمان رژیم دیکتاتوری دیاس بر مکزیک حکومت می‌کرد که در سال ۱۸۷۶ به قدرت رسیده بود. زاپاتا از خانواده‌ای متوسطی می‌آمد که توانسته بود با مقاومت در برابر شرایط سخت اجتماعی استقلال خود را حفظ کند. خانواده زاپاتا از دیرباز یکی از خانواده‌های ممتاز بود، اما در دیکتاتوری پورفیریو دیاس زمین‌های خود را از دست داد. با شناختی که مردم از توانمندی‌های سازماندهانهٔ زاپاتا داشتند، در سال ۱۹۰۹ او را به رهبری خود انتخاب کردند. زمانی که مذاکرات قانونی با مالکان زمین‌ها به بن‌بست رسید، زاپاتا طرفدارانش را به تصرف زمین‌ها تشویق کرد. او به یک انقلابی مسلح تبدیل شد و پیروانش به عنوان زاپاتیستها شناخته شدند.
زاپاتا در سن ۳۰ سالگی فرمانده نیروهای دفاعی روستا شد و این امر او را به سخنگو و نمایندهٔ هم ولایتی‌هایش بدل کرد. وی خیلی زود برای به رسمیت شناختن حقوق سرخ‌پوستان بومی وارد بحث و جدل و در نهایت درگیری شد.
او در بخشی از زندگی خود با پانچو ویا ، مبارز دیگر مکزیکی که شمال این کشور را در اختیار داشت؛ همکاری می‌کرد 

## مرگ

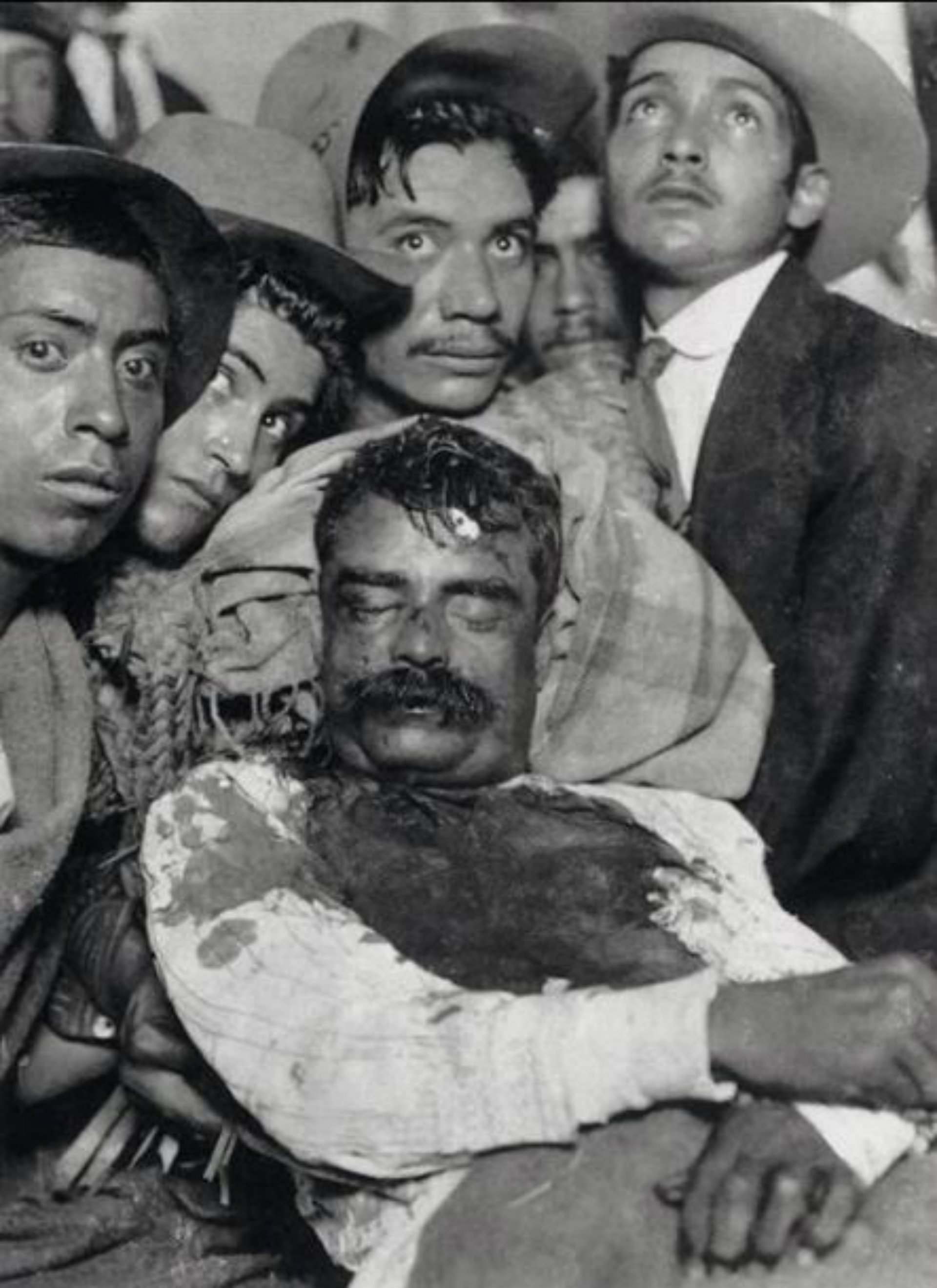
عکس یادگاری با بدن بی‌جان امیلیانو زاپاتا.

در سال ۱۹۱۶ ونوستیانو کارآنسا، با اینکه در طول انقلاب همرزم زاپاتا بود، «پابلو گونزالس» را که ظالم‌ترین ژنرال‌ها بود به دنبال امیلیانو زاپاتا فرستاد تا به قول کارآنسا کار زاپاتا را یکسره کند. «پابلو گونزالس» به دنبال زاپاتا رفت و برای این کار شهرها و روستاهایی را که گمان داشت طرفدار زاپاتا هستند ویران کرد. با این حال زاپاتا موفق می‌شد فرار کند و دوباره به جنگ بازمی‌گشت.
در سال ۱۹۱۹ میلادی، زاپاتا با اینکه ژنرال «پابلو گونزالس» و ستوان او، سرهنگ «خسوس گواخاردو» با دقت در کمین او بودند توانست از دست آنها فرار کند. برای به دام انداختن زاپاتا، «گونزالس» از «گواخاردو» خواست وانمود کند که به دولت پشت کرده و می‌خواهد به نیروهای زاپاتا بپیوندد. «گواخاردو» این پیشنهاد را قبول کرد و برای این که این فرار از دولت واقعی به نظر آید با همکاری «گونزالس» به یک پایگاه فدرال (دولتی) حمله‌ور شد و ۵۷ سرباز را در آنجا قتل‌عام کرد. زاپاتا پس از آگاه شدن این حادثه به «گواخاردو» باور آورد و از او خواست جلسه‌ای ترتیب دهد تا با او سخن بگوید.
در تاریخ ۱۰ آوریل ۱۹۱۹ میلادی، «گواخاردو» برای این جلسه زاپاتا را به اِسیندا دِ سَن خوان (Hacienda de San Juan) در شهر چینامِکا (Chinameca) دعوت کرد. وقتی زاپاتا وارد به مکان ملاقات شد، مردان در کمین نشستهٔ «گواخاردو» او را به گلوله بستند و کشتند.
بدن بیجان زاپاتا به شهر کواوتلا (Cuautla) برده شد تا مرگش ثابت شود. گفته می‌شود که به مردانی که زاپاتا را کشتند تنها نیمی از آنچه به آنها وعده داده شده بود پرداخت شد.
در سال ۱۹۵۲ فیلمی با عنوان زنده‌باد زاپاتا!، به کارگردانی الیا کازان و با بازی مارلون براندو و آنتونی کوئین، بر اساس سرگذشت وی تهیه شد.

## گفتار امیلیانو زاپاتا
امیلیانو زاپاتا:
ایستاده مردن بهتر از روی دو زانو زندگی کردن است.
اگر در کشور عدالتی وجود ندارد، تو هم اجازه نده ارامشی برای حکومت وجود داشته باشد